# Iván Izquierdo
Iván Antonio Izquierdo (Buenos Aires, 16 de septiembre de 1937 - Porto Alegre, 9 de febrero de 2021) fue un conocido científico brasileño-argentino, pionero en el estudio de la neurobiología de la memoria y del aprendizaje.

## Biografía
Nació en 1937 en Buenos Aires, Argentina, completó la carrera de Medicina en 1961 y obtuvo su doctorado en Farmacología en 1962, siempre en la Universidad de Buenos Aires (UBA). Por algunos años actuó como docente en la Universidad Nacional de Córdoba (UNC), Argentina, pero, en función de una confluencia de factores, tanto políticos (el gobierno militar) cuanto personales (su matrimonio con Ivone, que es nativa de Brasil), emigró a Brasil en el comienzo de los años setenta, y desde 1978 vivió en la ciudad de Porto Alegre, capital del estado de Río Grande del Sur, en el extremo sur de Brasil. Por más de veinte años, dirigió el "Centro de Memoria" del Departamento de Bioquímica, ICBS, Universidad Federal de Río Grande del Sur (UFRGS), donde ha tenido una gran influencia sobre toda una generación de jóvenes científicos: ha formado 42 doctores a lo largo de todos estos años, la mayor parte de los cuales hoy trabajan en universidades de Brasil y también en el exterior. Se jubiló en la Universidad pública y se instaló en la Pontifícia Universidade Católica do Rio Grande do Sul (PUCRS), en donde sigue con su labor de investigación básica y de formación de futuros científicos. Falleció el 9 de febrero de 2021 a los 83 años en Porto Alegre, Brasil.

## Investigaciones
Iván Izquierdo hizo numerosas contribuciones originales para la comprensión de las bases celulares del almacenamiento y evocación de la memoria. Su trabajo se focalizó en los mecanismos biológicos de los procesos mnemónicos y, para ello, empleó herramientas experimentales que iban desde la psicobiología comportamental hasta la neuroquímica, la farmacología, la neurofisiología y la neurología experimental, frecuentemente hizo microinfusiones intracerebrales de fármacos y observó sus efectos sobre distintos procesos, sistemas de receptores cerebrales, y, en particular, sobre el desempeño en distintas tareas comportamentales. Fue uno de los primeros en demostrar los roles fisiológico-comportamentales de la adrenalina, la dopamina, los péptidos opioides endógenos y la acetilcolina en la modulación de la consolidación de la memoria y de la evocación de la memoria dependiente de estado. Más tarde, estudió la influencia de los benzodiazepínicos y del sistema GABAérgico sobre la memoria.

## Trayectoria
Entre sus principales logros se incluyen las bases moleculares de la formación, evocación, persistencia y extinción de la memoria en el encéfalo de los mamíferos, la dependencia de estado endógena y la discriminación funcional entre las memorias de corta y de larga duración.
A lo largo de casi cuatro décadas, Iván Izquierdo publicó más de 500 artículos científicos en publicaciones periódicas indexadas (es decir, en los cuales hay evaluación por científicos pares) y es, desde hace años, uno de los científicos brasileños y latinoamericanos más citados en la literatura especializada: 13 de sus artículos fueron citados más de 100 veces, y, desde 1958, el conjunto de su obra ha recibido más 10 000 citaciones. Ha también publicado 17 libros, 6 de los cuales son de ficción / cuentos, su más reciente pasión.
Es miembro de diversas Academias de Ciencias en Brasil y en el mundo ―fue elegido, en 01/05/2007, miembro extranjero de la Academia Nacional de Ciencias de Estados Unidos― y fue honrado con más de 30 importantes premios nacionales y internacionales, incluso el más alto reconocimiento civil brasileño, la Ordem do Barão do Rio Branco (2007). También es doctor honoris causa de la Universidad Federal de Paraná, y Premio en Ciencias de la Fundação Conrado Wessel (2007). En Argentina, además de Professor Honoris Causa de la Universidad Nacional de Córdoba (2007), Izquierdo fue la octava persona desde 1821, en ser nombrado Profesor Honorario de la Universidad de Buenos Aires, mientras que los otros siete fueron laureados con el premio Nobel.

## Obra
- I Izquierdo, JH Medina (1997) Memory Formation: The sequence of biochemical events in the hippocampus and its connection to activity in other brain structures. Neurobiology of Learning and Memory, 68, 285-316.

- I Izquierdo, DM Barros, T Mello e Souza, MM Souza, LA Izquierdo, JH Medina (1998) Mechanisms for memory types differ. Nature, 393, 635-636.

- I Izquierdo, LRM Bevilaqua, JI Rossato, JS Bonini, JH Medina, M Cammarota (2006) Different molecular cascades in different sites of the brain control consolidation. Trends in Neurosciences, 29, 496-505.

- P Beckinschtein, M Cammarota, LM Igaz, LRM Bevilaqua, I Izquierdo, JH Medina (2007) Persistence of long-term memory storage requires a late protein synthesis- and BDNF-dependent phase in the hippocampus. Neuron 53, 261-267.

- JI Rossato, LRM Bevilaqua, I Izquierdo, JH Medina, M Cammarota (2009) Dopamine controls persistence of long-term memory storage. Science, 325, 1017-1020.

- WC Da Silva, G Cardoso, JS Bonini, F Benetti, I Izquierdo (2013) Memory reconsolidation and its maintenance depend on L-voltage-dependent calcium channels and CaMKII functions regulating protein turnover in the hippocampus. Proceedings of the National Academy of Sciences of the United States of America, 110(16), 6566-6570.